# Herb gminy Kotlin
Herb gminy Kotlin – jeden z symboli gminy Kotlin, ustanowiony 20 grudnia 1991.

## Wygląd i symbolika
Herb przedstawia na tarczy koloru czerwonego na barku srebrnego półpierścienia srebrną strzałę w słup. Symbol ten pochodzi z herbu Ogończyk, którym posługiwali się pierwsi znani właściciele Kotlina (Kotlińscy). 